# Filmpalast Gloria

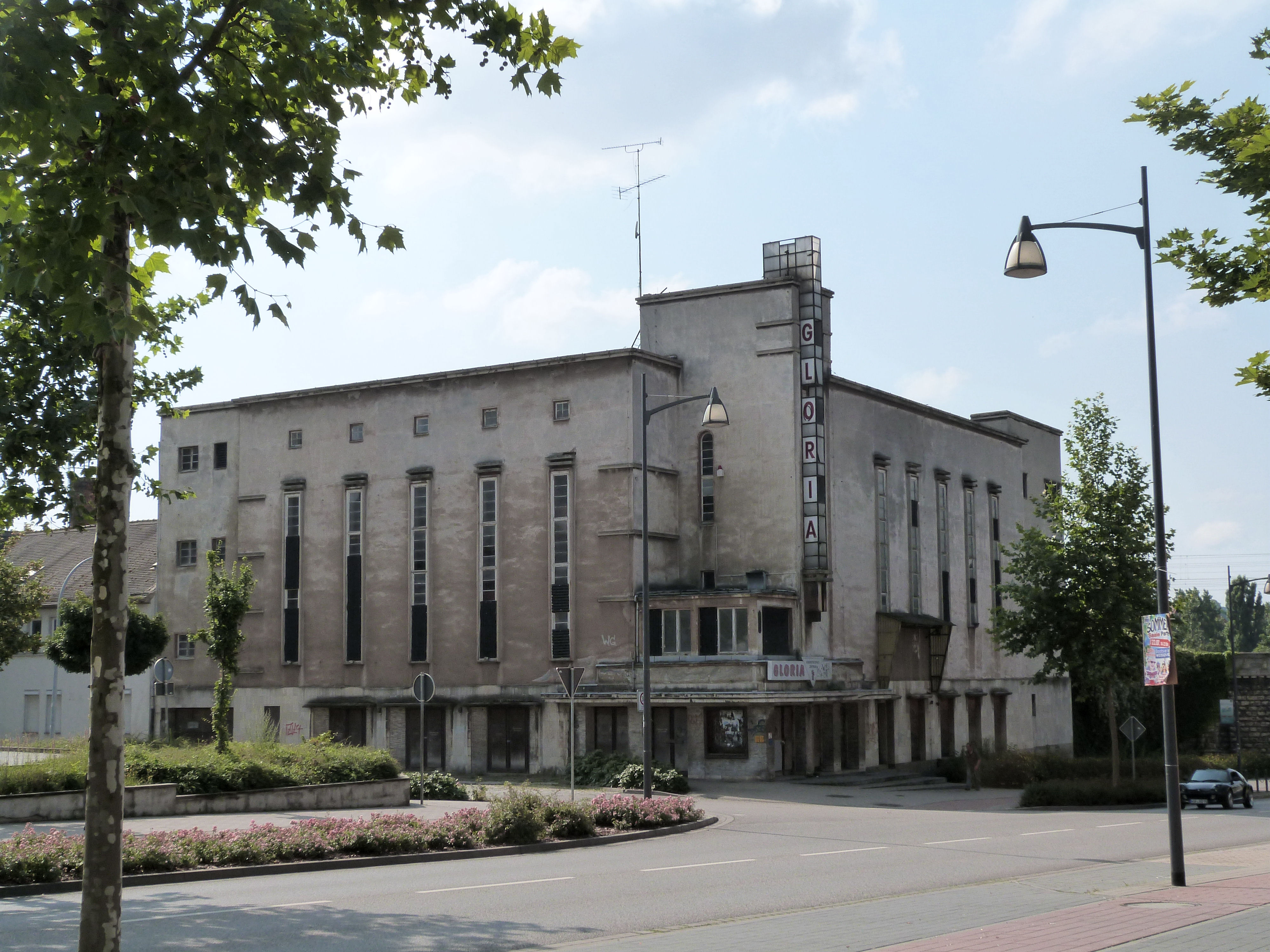
Filmpalast Gloria in Weißenfels

Der Filmpalast Gloria oder auch Gloria-Palast ist ein denkmalgeschütztes Gebäude in der Stadt Weißenfels in Sachsen-Anhalt. Es ist ein bedeutendes Zeugnis der Kinoarchitektur des Neuen Bauens.

## Geschichte
Die Grundsteinlegung für den Bau des Lichtspieltheaters fand am 12. Mai 1928 statt. Das Kino mit der heutigen Adresse Merseburger Straße 3 wurde von Carl Fugmann auf der Grundlage von Skizzen des Weißenfelser Bauherrn und Unternehmers Robert Göpfarth entworfen. Die Eröffnung fand nach nur fünf Monaten, am 18. Oktober 1928, statt.
Das bemerkenswerte, den Eingang zur Neustadt prägende Bauwerk in den Formen des Neuen Bauens besticht durch ineinandergeschobene Kuben, Schlitzfenster mit ursprünglich erhaltener Sprosseneinteilung und einer Eckgliederung mit Ziegelstreifen. Direkt an der Straße platziert war die Leuchtreklame "GLORIA". Das Lichtspieltheater verfügte über 1200 Sitzplätze und wurde auch für Kongresse und Varietéveranstaltungen genutzt. Es war bereits mit einer modernen Klimaanlage ausgestattet sowie mit roten Plüschsesseln im Rang und im Saalbereich.
1991 übernahm die UFA-Theater AG das Kino. 1994 zog eine Diskothek in das Gebäude ein, die drei Jahre später schließen musste. Der letzte Eigentümer ging 2005 in Konkurs. Seither steht das Gebäude leer und verfällt. Es gab mehrere Überlegungen, das Haus wieder zu nutzen, so z. B. als Parkhaus. 2015 wurde es als alternativer Standort für die Stadtbibliothek und das Bauarchiv der Stadt Weißenfels in Betracht gezogen, aber nicht realisiert. 2019 erfolgte eine Notsicherung des Gebäudes.
Im örtlichen Denkmalverzeichnis ist das Gebäude unter der Erfassungsnummer 094 15256 als Baudenkmal verzeichnet.